# Thüringen, Vorarlberg
Thüringen är en ort och kommun i distriktet Bludenz i förbundslandet Vorarlberg i Österrike.